# Cumella decipiens
Cumella decipiens är en kräftdjursart som beskrevs av Jones 1984. Cumella decipiens ingår i släktet Cumella och familjen Nannastacidae. Inga underarter finns listade i Catalogue of Life.